# Kobrzyniec Stary (gromada)
Kobrzyniec Stary – dawna gromada, czyli najmniejsza jednostka podziału terytorialnego Polskiej Rzeczypospolitej Ludowej w latach 1954–1972.
Gromady, z gromadzkimi radami narodowymi (GRN) jako organami władzy najniższego stopnia na wsi, funkcjonowały od reformy reorganizującej administrację wiejską przeprowadzonej jesienią 1954 do momentu ich zniesienia z dniem 1 stycznia 1973, tym samym wypierając organizację gminną w latach 1954–1972.
Gromadę Kobrzyniec Stary z siedzibą GRN w Kobrzyńcu Starym (w obecnym brzmieniu Stary Kobrzyniec) utworzono – jako jedną z 8759 gromad na obszarze Polski – w powiecie rypińskim w woj. bydgoskim, na mocy uchwały nr 24/10 WRN w Bydgoszczy z dnia 5 października 1954. W skład jednostki weszły obszary dotychczasowych gromad Kobrzyniec Stary, Kobrzyniec Nowy, Charszewo, Pinino i Rogówko ze zniesionej gminy Rogowo, obszar dotychczasowej gromady Huta-Chojno ze zniesionej gminy Chrostkowo oraz obszary miejscowości Sitnica z dotychczasowej gromady Nadróż-Rumunki ze zniesionej gminy Żałe w tymże powiecie. Dla gromady ustalono 17 członków gromadzkiej rady narodowej.
Gromadę zniesiono 31 grudnia 1961, a jej obszar włączono do gromady Rogowo w tymże powiecie.